# Debeli
Il Debeli (in sloveno: Debeli vrh) con 1.959 m s.l.m. è una vetta delle Alpi Giulie della Catena del Tricorno.

## Descrizione
Si trova nella valle del Krma all'interno del comune di Gorje.